# Sympathetische Kühlung
Sympathetisches Kühlen ist eine Technik der Quantenoptik, bei der Teilchen einer Art (1) benutzt werden, um Teilchen einer anderen Art (2) zu kühlen. Dabei wirken die Teilchen der Art (1) als Wärmebad für Teilchen der Art (2), deren Temperatur langsam auf das Niveau der Teilchen (1) gesenkt wird. Die Kopplung erfolgt dabei über Stöße zwischen den Teilchen oder beispielsweise bei Ionen durch Coulomb-Wechselwirkung. Die energiearmen Teilchen der Art (1) entziehen dadurch den zu kühlenden Teilchen (2) Energie.
Das sympathetische Kühlen lässt sich anschaulich mit dem Abkühlen einer Speise (z. B. manche Dessert-Cremes) im Eiswasserbad vergleichen.
Durch das sympathetische Kühlen wird insbesondere der Anwendungsbereich der Laserkühlung auf solche Atome erweitert, die nicht direkt kühlbar sind. Bei dieser Laserkühlung von neutralen Atomen wird durch Streuung von Photonen (aus unterschiedlichen Richtungen) die Geschwindigkeit der Atome gesenkt. Dazu ist allerdings ein sogenannter geschlossener Übergang notwendig, das heißt, es muss möglich sein, mit einem Laser das Atom aus einem Grundzustand in einen spezifischen angeregten Zustand anzuheben, aus dem es danach wieder in denselben Grundzustand zurückfällt. Die Wahrscheinlichkeit für das Atom, diesen Zyklus in einen Dunkelzustand zu verlassen, darf also nicht zu groß sein. Ist ein geschlossener Übergang für ein zu kühlendes Atom nicht verfügbar, so kann auf die Methode des sympathetischen Kühlens zurückgegriffen werden, indem man ein zweites Atom in das Experiment einbringt, das sich gut mit Lasern kühlen lässt und das dann als Wärmebad für die erste Atomsorte dient.
Sympathetisches Kühlen wurde zuerst für Ionen und später auch für Atome demonstriert. Mit dem ähnlichen Verfahren Elektronenkühlung wurden schnelle Antiprotonen am CERN durch kalte Elektronen gekühlt.